# Creu de terme de Figuerola
Creu de terme de Figuerola és una obra del municipi de les Piles inclosa en l'Inventari del Patrimoni Arquitectònic de Catalunya. És un fust hexagonal de pedra d'una sola peça amb capitell sense ornamentació i quasi del mateix gruix que el fust. A sobre d'aquest hi ha una creu senzilla de ferro forjat que surt del mig i sembla posterior al capitell i al pilar que es creuen romànics, segons alguna opinió, d'una pedra de sacrificis.
El dia 7 de desembre de 1980 fou restaurada per Josep Ballabriga de Les Piles, Josep Clarassó "Batet", Jaume Montagut "Monti" i Salvador Palau "Galo" de Santa Coloma. El pilar estava inclinat, el capitell es trobà a un quilòmetre de distància del lloc i la creu de ferro forjat era guardada des de feia anys per Joan Balcells de Santa Coloma de Queralt.